# Nekrolog 1951
Nekrolog
◄◄
| ◄
| 1947
| 1948
| 1949
| 1950
| 1951 | 1952 | 1953 | 1954 | 1955 | ► | ►►
1. Quartal |
2. Quartal |
3. Quartal |
4. Quartal 
Weitere Ereignisse | Allgemeiner Nekrolog 1951
Die Beschreibung der verstorbenen Person sollte so kurz wie möglich gehalten sein und nur deren signifikante Tätigkeit(en) enthalten.
Neue Namen ggf. auch unter dem Geburts- und Sterbedatum, also etwa unter 1. Januar und im Geburts- und Sterbejahr (2024) eintragen (nur bei entsprechender großer Wichtigkeit). Für Beispiele siehe die schon vorhandenen Artikel.
Außerdem über die fünf zuletzt Verstorbenen, zu denen es einen ausreichend guten Artikel für eine Präsentation auf der Hauptseite gibt, nach der todesbedingten Überarbeitung der Artikel ggf. auch unter Wikipedia Diskussion:Hauptseite informieren und sie am besten auch in den anderen Wikipedia-Sprachversionen eintragen. Tipp: Regelmäßig bei news.google.de nach „ist tot“, „gestorben“ oder „verstorben“ suchen.
Wenn eine Person gestorben ist, gibt es viele Seiten zu dieser Person in der Wikipedia, die davon auch betroffen sind und entsprechend aktualisiert werden müssen. Beispiele: Namenübersichtsseite, Geburtsjahr, Geburtsort-Seiten und viele mehr.
Wie finde ich die betroffenen Seiten?
Im Suchfeld auf der linken Seite gibt man den Suchbegriff so ein: „Vorname Nachname“. Dann klickt man auf Volltext und alle Seiten mit entsprechendem Suchtext werden aufgerufen. Hier sieht man dann schnell, wo auch das Todesjahr Sinn macht oder sogar ein Teil des Artikels angepasst werden muss. Auch hilft das „Werkzeug“ auf der linken Seite sehr gut, um solche Seiten aufzufinden: „Links auf diese Seite“. Somit ist die Wikipedia wieder aktuell in allen Bereichen! Hinweis: bei Eintragung der Kategorie „Gestorben JAHR“ wird der Missbrauchsfilter 49 ausgelöst, was jedoch nicht schlimm ist. Siehe: Spezial:Missbrauchsfilter/49
Dies ist eine Liste von im Jahr 1951 verstorbenen bekannten Persönlichkeiten. Die Einträge erfolgen innerhalb der einzelnen Daten alphabetisch sortiert. Tiere sind im Nekrolog für Tiere zu finden.
Die Liste ist nach Quartalen aufgeteilt:
- Nekrolog 1. Quartal 1951: Januar, Februar und März
- Nekrolog 2. Quartal 1951: April, Mai und Juni
- Nekrolog 3. Quartal 1951: Juli, August und September
- Nekrolog 4. Quartal 1951: Oktober, November und Dezember

## Datum unbekannt
| Name                               | Beruf, bekannt als                                                             |
| ---------------------------------- | ------------------------------------------------------------------------------ |
| Eugen Abele                        | deutscher Pfarrer und Heimatforscher                                           |
| Ernst Ackermann                    | deutscher Eisenbahningenieur und Reichsbahndirektor                            |
| Ester Adaberto                     | spanisch-italienische Opernsängerin in der Stimmlage Sopran                    |
| Josef Adolf                        | tschechoslowakischer nordischer Skisportler                                    |
| Walter Arlart                      | deutscher Jurist und Politiker, Oberbürgermeister von Chemnitz (1930–1933)     |
| Paul Augé                          | französischer Verleger, Romanist und Lexikograf                                |
| Leopoldine Augustin                | österreichische Theaterschauspielerin und Sängerin                             |
| Josef Bartoň-Dobenín               | Textilunternehmer in der Österreichisch-ungarischen Monarchie                  |
| Wilhelm Beushausen                 | preußischer Zimmerer und Landrat                                               |
| Stephan Bierner                    | deutscher Politiker und Bürgermeister von Freising                             |
| Fritz Oswald Bilse                 | deutscher Schriftsteller und Leutnant im preußischen Heer                      |
| Edmund Breon                       | britischer Schauspieler                                                        |
| Claude Bristol                     | US-amerikanischer Journalist und Autor von Sachbüchern                         |
| Alfred Bunzol                      | deutscher Widerstandskämpfer gegen den Nationalsozialismus                     |
| Israel Burstein                    | österreichisch-israelischer Hebraist                                           |
| Paul Carsch                        | deutscher Einzelhandels-Unternehmer                                            |
| Jefferson Davis Cohn               | britischer Unternehmer, Rennstallbesitzer und Pferdezüchter                    |
| Isolde Czóbel                      | deutsch-russische Malerin und Textildesignerin                                 |
| Alberto da Zara                    | italienischer Vizeadmiral                                                      |
| Pierre-Victor Dautel               | französischer Graveur und Medailleur                                           |
| Wera Derwies                       | russische bzw. sowjetische Geologin und Petrographin                           |
| Spencer Stuart Dickson             | britischer Botschafter                                                         |
| Karl von Dombrowski                | deutscher Tier- und Jagdmaler                                                  |
| Erwin Dorner                       | deutscher Verwaltungs- und Polizeibeamter                                      |
| Fritz Driescher                    | deutscher Elektrotechniker                                                     |
| Ricardo Leoncio Elías              | peruanischer Präsident für vier Tage 1931                                      |
| Alfred Falk                        | deutscher Pazifist                                                             |
| Fei Mu                             | chinesischer Filmregisseur und Drehbuchautor                                   |
| Stanley Finch                      | US-amerikanischer Regierungsbeamter                                            |
| Charles E. Flower                  | englischer Maler, Grafiker und Illustrator                                     |
| Josef Freymadl                     | deutscher Marine-Obergeneralarzt der Kaiserlichen Marine                       |
| Gendün Chöphel                     | tibetischer Mönch und Gelehrter                                                |
| Ghaffari Zaka                      | persischer Diplomat, Professor der Politikwissenschaft und Politiker           |
| Friedrich Gothe                    | deutscher Architekt und Kommunalpolitiker                                      |
| Leo Herrmann                       | tschechoslowakischer Journalist                                                |
| Ernst Hoenisch                     | Fotograf                                                                       |
| Constantin Holzer-Defanti          | österreichischer Bildhauer und Porzellanbildner                                |
| Frank Hopkins                      | US-amerikanischer Distanzreiter und Cowboy                                     |
| Emil Kaim                          | deutscher jüdischer Geschäftsmann und Kunstsammler in Schlesien                |
| Josef Kaltenbrunner                | österreichischer Fußballspieler                                                |
| Johannes Kirsch                    | deutscher Politiker                                                            |
| Ernst Klein                        | österreichischer Journalist und Schriftsteller                                 |
| August Klipstein                   | Schweizer Kunsthändler                                                         |
| Géza Komor                         | ungarischer Violinist und Orchesterleiter                                      |
| Anna Kühl                          | deutsche Landschafts- und Stilllebenmalerin                                    |
| Walter Küppers                     | altkatholischer Pfarrer, Bibelforscher                                         |
| Richard Lammel                     | deutscher Politiker                                                            |
| Wilhelm Lande                      | deutscher Unternehmer in der Zigarettenindustrie                               |
| Louis Legrand                      | französischer Pastellmaler, Zeichner und Druckgraphiker                        |
| Hedwig Lindenberg                  | deutsche Marinemalerin                                                         |
| Walter Lisco                       | deutscher Bundesrichter                                                        |
| Franz Lösel                        | österreichischer Turbineningenieur und Hochschullehrer                         |
| Herbert Lucht                      | deutscher Propagandaoffizier im Zweiten Weltkrieg;                             |
| Garfield MacDonald                 | kanadischer Leichtathlet                                                       |
| René Maunier                       | französischer Rechtssoziologe                                                  |
| Camille Mélinand                   | französischer Philosoph                                                        |
| Stephan Moesle                     | Staatssekretär im Reichsministerium der Finanzen während der Weimarer Republik |
| Raghib an-Naschaschibi             | palästinensisch-arabischer Notabler, Politiker und jordanischer Minister       |
| Nguyễn Bình                        | vietnamesischer General und Guerillakämpfer                                    |
| Timothy J. O’Donovan               | irischer Politiker                                                             |
| Frederic Austin Ogg                | US-amerikanischer Politikwissenschaftler                                       |
| Rémy Orban                         | belgischer Ruderer                                                             |
| Hans Paule                         | österreichischer Maler                                                         |
| Paul Preil                         | deutscher Humorist, Komponist und Musikverleger                                |
| Edgar Prestage                     | englischer Historiker, Autor und Übersetzer                                    |
| Fritz Puder                        | deutscher Marionettenspieler                                                   |
| Ferdinand J. Quénisset             | französischer Astronom                                                         |
| Samuel Ramírez Moreno              | mexikanischer Psychiater und Rektor der UNAM                                   |
| Karl Remy                          | deutscher Ingenieur und Eisenbahnbeamter                                       |
| Arthur Carl Rentel                 | deutscher Verwaltungsbeamter und Versicherungsmanager                          |
| Kitty Rix-Tichacek                 | österreichische Keramikerin                                                    |
| Nikolai Pawlowitsch Rjabuschinski  | russischer Publizist, Kunstsammler, Maler, Dichter und Mäzen                   |
| Konstantin Issajewitsch Rosenstein | russischer Bauingenieur und Architekt                                          |
| Mateo Saldaña Dosal                | mexikanischer Künstler                                                         |
| Francisco Sánchez                  | chilenischer Fußballspieler                                                    |
| Paul Schamer                       | deutscher Gewerkschafter und Politiker                                         |
| Hermann Schluckebier               | deutscher Architekt und Politiker                                              |
| Josef Schnitzer senior             | österreichisch-deutscher Stuckateur und Bildhauer                              |
| Siegfried Schultzenstein           | deutscher Jurist und nach 1945 Präsident der Reichsschuldenverwaltung          |
| Gerhard Schütze                    | Politiker der CDU                                                              |
| Heinrich Seibert                   | deutscher SS-Hauptsturmführer des Dritten Reiches                              |
| William Duncan Silkworth           | Arzt und Spezialist im Bereich Alkoholismus in den USA                         |
| Jakob Sprenger                     | dritter Cifal der Volapük-Bewegung                                             |
| Theo Steimen                       | Schweizer Autor und Holzhändler                                                |
| Emil Stromeyer                     | deutscher Industrieller                                                        |
| August Stürzenacker                | badischer Architekt und Baubeamter                                             |
| Heinrich Sürder                    | Bürgermeister von Schlebusch                                                   |
| Włodzimierz Terlikowski            | polnischer Maler                                                               |
| Ayub Thabit                        | libanesischer Politiker                                                        |
| Polydore Veirman                   | belgischer Ruderer                                                             |
| Felix Reinhold Voretzsch           | deutscher Architekt und Plastiker                                              |
| Hassan Vosough                     | Minister, Ministerpräsident des Iran                                           |
| Wan Fulin                          | chinesischer General                                                           |
| Helene Weiss                       | jüdisch-deutsche Philosophin                                                   |
| Basil Williams                     | britischer Eiskunstläufer                                                      |
| Albert Wolf                        | deutscher Rabbiner                                                             |
| Georg Wolf                         | deutscher Journalist und Politiker                                             |
| Louis Woollcombe                   | britischer Admiral                                                             |
| Lauri Wylie                        | britischer Autor                                                               |
| Camilla Zach-Dorn                  | deutsche Malerin                                                               |
| Zhang Hongzhao                     | chinesischer Geologe                                                           |
| Eduard Zimmermann                  | deutscher Heraldiker und Oberbaurat                                            |